# Cova Negra de Montanejos
La Cova Negra, es localitza a menys d'un quilòmetre (800 metres aproximadament) del municipi de Montanejos, a la comarca de l'Alt Millars, en la carretera de Montanejos a la Pobla d'Arenós, en la sendera de la Bojera, uns 700 metres després de prendre una desviació ascendent que acaba en la cova.
La cova està catalogada com Bé de Rellevància Local, amb la tipologia de “Jaciment Arqueològic” i la categoria d'“Espai de Protecció Arqueològica”, dins del Pla General d'Ordenació Urbana de Montanejos, amb informe favorable des del 10 d'abril de 2007, i publicació en el BOP, el 6 de març de 2012.

## Descripció
Pot considerar-se una cova de dimensions considerables, que posseeix una boca d'accés també de grans dimensions (26x10 metres). En el seu interior, en aproximadament 2300 metres quadrats, s'estén la que pot qualificar-se com una de les sales de cova més grans de les existents a la Comunitat Valenciana, amb un volum d'aproximadament 40000 metres cúbics.
La cova es troba a uns 637 metres d'altitud, i el recorregut total és de 150 metres, dels quals 100 són en planta, amb un descens d'uns 30 metres de profunditat. Malgrat que tradicionalment s'ha considerat que la cova té una sortida al barranc de la Maimona, en concret a la zona que es coneix com la “Ventana del Caballo”, les expedicions espeleòlogues realitzades fins al moment, no han aconseguit trobar el pas a aquest barranc.
La cova posseeix gran interès geològic per les formacions que presenta, en la qual grans blocs es disposen de manera que donen lloc a què pot qualificar-se com “pseudo galeries”.
El que sí que ha pogut demostrar-se per les restes trobades en la cova, és que es tracta d'un lloc que ha estat utilitzat, encara que possiblement de forma esporàdica, com a refugi per part de pobladors prehistòrics. Les excavacions més importants (per la documentació que van aportar) de la cova es van dur a terme en 1934 per part de Joan Josep Senent, i en elles es va poder documentar jaços de cendra de tres antigues fogueres; trossos de lloses d'arenisques (que s'empraven per moldre); pedres del riu (possiblement utilitzades com percussors); ascles i fulles de sílex, així com abundants restes de ceràmica. Totes aquestes restes es van datar del Neolític. Una de les raons per les quals se suposa va ser tan sols un lloc d'ús esporàdic i transitori és l'absència d'ossos d'animals en el seu interior. De tota manera, els experts consideren que no es pot sense més dades negar que pogués haver-hi en la cova assentaments en el Paleolític.